# Corbleu
Le ruisseau de Corbleu est un cours d'eau qui traverse le département des  Landes et un affluent gauche de la Douze dans le bassin versant de l'Adour.

## Géographie
D'une longueur de 10,7 kilomètres, il prend sa source sur la commune de Saint-Justin (Landes), sous le nom de ruisseau de Beillons,  à l'altitude 113 mètres.
Il coule du sud-est vers le nord-ouest et se jette dans la Douze à Pouydesseaux (Landes), près des ruines du moulin de Carro, à l'altitude 50 mètres.

## Communes et cantons traversés
Dans le département des Landes, le ruisseau de Corbleu traverse deux communes et un canton : dans le sens amont vers aval : Saint-Justin (source) et Pouydesseaux (confluence).
Soit en termes de cantons, le ruisseau de Corbleu prend source et conflue dans le canton de Roquefort.

## Affluents
Le ruisseau de Corbleu n'a pas d'affluent référencé par le SANDRE.